# Киракосян, Армен Арамович
Арме́н Ара́мович Киракося́н (арм. Արմեն Արամի Կիրակոսյան; 28 марта 1960, Ереван, Армянская ССР, СССР — 5 февраля 2025) — армянский политический и государственный деятель.

## Биография
- Окончил Ереванский политехнический институт по специальности инженер-электрик (ЭАПУ).
- 1983—1991 — старший и ведущий инженер в НПО «Астро».
- 1991—1992 — начальник особого электронного бюро ПО «Айг».
- 1992—1993 — президент ООО «Арпи».
- 1993—1995 — заместитель министра лёгкой промышленности.
- 1995—1997 — заместитель министра промышленности.

Заместитель председателя армяно-иранской и армяно-египетской межправительственных комиссий. Член армяно-российской и армяно-украинской парламентских комиссий.
- Член оперативного штаба Севанского региона.
- 1995—1999 — депутат парламента (127 округ). Член постоянной комиссии по финансово-бюджетным, кредитным и экономическим вопросам.
- 1989—1993 — председатель Маштоцкой организации «АОД».
- 1993—1997 — член правления «АОД».
- Один из учредителей парламентской группы «Отчизна» в 1997 году и партии «Демократическая Отчизна» в 1999 году.
- 1997—2001 — генеральный секретарь, казначей Общества Красного креста Армении
- С 1981 года — член экспедиции «АЙРУДЗИ». Председатель общественной организации «АЙРУДЗИ».

Умер 5 февраля 2025 года в возрасте 64 лет.